# 玉元風海人
玉元 風海人（たまもと ふみと、1999年9月22日 - ）は、日本の俳優、アーティスト、振付師、演出家。
神奈川県出身。ジャニーズ事務所→ワンピースエンターテイメントに所属していた。

## 経歴
湘南で育ち、小学生時代はサッカーとサーフィンに夢中になる。
親に東京で開催されたオーディションに連れて行かれ、2010年にジャニーズ事務所に入所。ジャニーズJr.として活動し、コンサートやテレビドラマに出演した。しかし心境の変化があり、退所。その後2016年にはG=AGEのメンバーとして活動する。
大学2年生の時にカフェやキッチンカーの経営を経験。
2019年から振付師・演出家として活動を始め、2022年にエンターテイメントの全業務を担う制作会社株式会社TMSを設立。音楽朗読劇『四月は君の嘘』の振付・演出助手として舞台制作に関わる。

## 出演
ユニットとしての出演はG=AGE#出演を参照。

### テレビドラマ
- 私立バカレア高校 第3話（2012年4月28日、日本テレビ）中学生役
- 斉藤さん2（2013年、日本テレビ）玉井大和役
- 鼠、江戸を疾る（2014年、NHK）次郎吉の少年期役
- SMOKING GUN〜決定的証拠〜 第3話（2014年、フジテレビ）水野高志役
- お兄ちゃん、ガチャ 第10話（2015年3月14日、日本テレビ）お兄ちゃん・コーナン役[5][8]

### バラエティ
- ジャニーズJr.ランド（2013年、BSスカパー!）[9]

### 舞台
- 滝沢歌舞伎 2012（2012年4月8日 - 5月6日、日生劇場）[10]
- Live House ジャニーズ銀座（2013年5月1日・2日・8日・9日・15日・16日・29日・30日、シアタークリエ）[11]
- 暁の帝〜朱鳥の乱編〜（2019年6月13日 - 23日、池袋シアターグリーン BIG TREE THEATER）[12]
- ミュージカル「スタミュ」スピンオフ team楪＆team漣 単独公演「Storytellers」（2020年12月5日 - 13日、シアター1010 / 12月18日 - 20日、品川プリンスホテルステラボール） - 東堂創 役[13]
- ミュージカル『テニスの王子様』4thシーズン 青学vs不動峰（2021年7月9日 - 18日、TOKYO DOME CITY HALL / 7月23日 - 25日、熊本城ホール / 7月30日 - 8月8日、メルパルクホール大阪 / 8月20日 - 29日、日本青年館ホール） - テニミュボーイズ 役[14]